# Hotline Bling
Singles de Drake
Back to Back
(2015) Right Hand
(2015)
Hotline Bling est une chanson du rappeur canadien Drake, qui est le premier single de son quatrième album studio Views (2016). C'est un succès commercial, atteignant notamment la place no 2 sur le Billboard Hot 100.
Le clip vidéo de la chanson, réalisé par Director X, a gagné en popularité sur YouTube et a donné naissance à plusieurs parodies de celui-ci. Ce même clip vidéo a dépassé la barre des 2 milliards de vues sur YouTube.
La chanson est samplée sur Why Can't We Live Together par Timmy Thomas.
Le groupe de bachata Vena a sorti en single une reprise de ce morceau.
Deux captures d'écran issues du clip sont utilisées sur Internet sous la  forme d'un mème permettant d'exprimer ses opinions et ses goûts.